# 글래드윈 젭

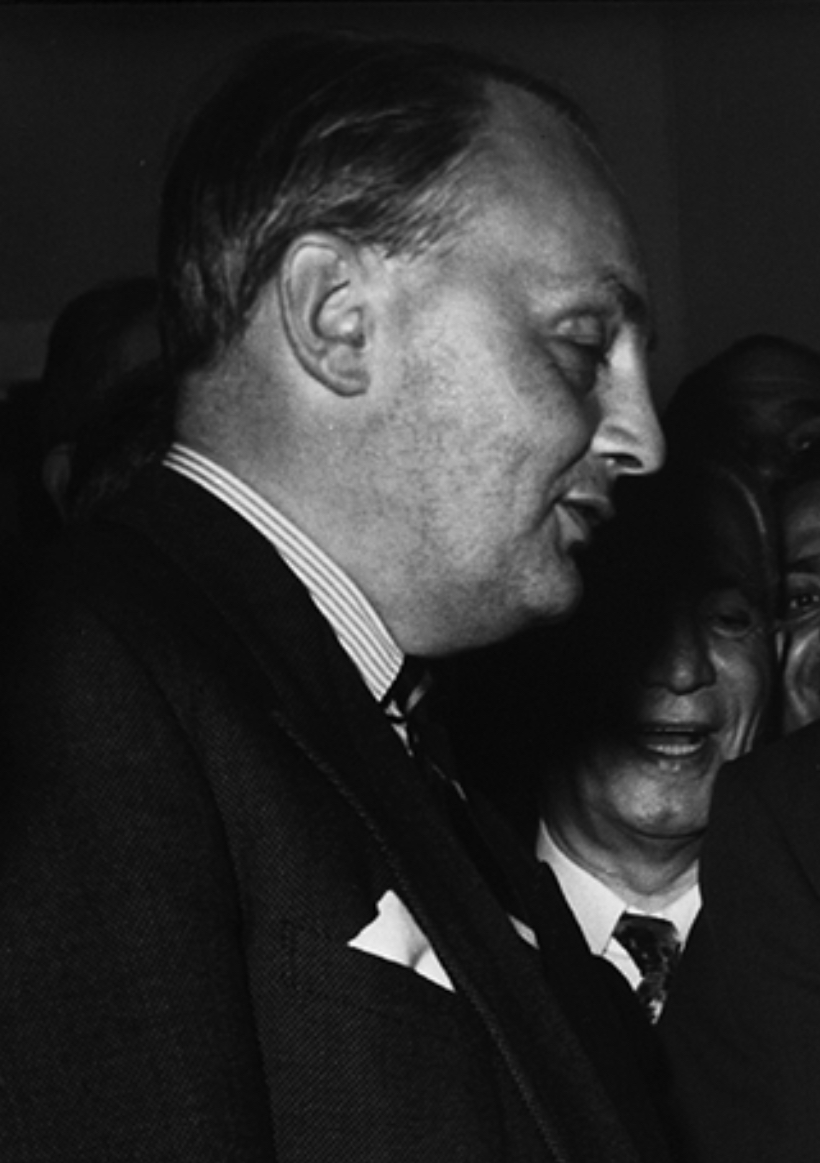
글래드윈 젭

글래드윈 젭(영어: Gladwyn Jebb, 1900년 4월 25일 ~ 1996년 10월 24일)은 영국의 정치인이다. 1945년 유엔의 첫 사무총장으로 임명되었으나, 임시직으로 1년 후 트뤼그베 리에게 직을 넘겨주고 퇴임했다.